# Debbie Ferguson-McKenzie
Debbie Ferguson-McKenzie (Geburtsname Debbie Ferguson; * 16. Januar 1976 in Nassau) ist eine bahamaische Sprinterin und Olympiasiegerin.
Sie studierte und graduierte an der University of Georgia in den Vereinigten Staaten, von wo aus sie auch ihre sportliche Karriere startete. 1993, im Alter von 17 Jahren, holte sie sich die Silbermedaille beim 200-Meter-Lauf bei den Zentralamerika- und Karibikspielen in Cali (Kolumbien), 1997 dann die Goldmedaille beim 100-Meter-Lauf in San Juan (Puerto Rico) und 1999 ebenfalls die Goldmedaille über 200 Meter bei den Panamerikanischen Spielen in Winnipeg (Kanada).
Bei den Weltmeisterschaften 1999 in Sevilla errang sie die Goldmedaille mit der 4-mal-100-Meter-Staffel, und bei den Weltmeisterschaften 2001 in Edmonton gewann sie Silber über 200 Meter, durch die nachträgliche Disqualifikation der ursprünglichen Weltmeisterin Marion Jones wurden Debbie Ferguson Anfang 2008 nachträglich die Goldmedaille und der Weltmeistertitel 2001 durch die IAAF zugesprochen. Bei den Commonwealth Games 2002 in Manchester erreichte sie dreimal Gold über 100 Meter, 200 Meter und in der Mannschaft über 4-mal 100 Meter.
Olympisches Gold errang sie bei den Olympischen Spielen 2000 in Sydney beim Mannschaftssieg der 4-mal-100-Meter-Staffel zusammen mit ihren Teamkolleginnen Savatheda Fynes, Chandra Sturrup und Pauline Davis. Bei den Olympischen Spielen 2004 in Athen gewann sie über 200 Meter Bronze hinter Veronica Campbell (Jamaika) und Allyson Felix (USA).
Debbie Ferguson-McKenzie hat bei einer Größe von 1,70 m ein Wettkampfgewicht von 57 kg. Seit 2005 ist sie mit dem bahamaischen Geschäftsmann Adrian McKenzie verheiratet.